# Oxymacaria panagraria
Oxymacaria panagraria là một loài bướm đêm trong họ Geometridae.